# TS Royalist (2014)
Le nouveau TS Royalist est un brick britannique qui remplace l'ancien TS Royalist désarmé fin 2014 de l'association The Marine Society & Sea Cadets (en).

## Description
D'une longueur totale de 32 m (31,98 m), avec une surface de voiles de 536 m2, le TS Royalist de 2014 est plus long de 2,5 m et possède 100 m2 de plus de voilure par rapport à l'ancienne version de 1971.

## Historique

### Construction
Il est construit en 2014 par le chantier naval espagnol Astilleros Gondán SA. Il est lancé le 19 décembre 2014. Il a coûté 4 800 000 Livre sterling.
C'est un voilier à structure métallique et polyester renforcé de fibres de verre.

### Courses
Il a participé aux tall ships' races de 2017, où le navire a obtenu d'excellents résultats dans la catégorie A en remportant deux manches et assurant trois podiums :
- 1er de la course 1 entre Halmstad et Kotka
- 2e de la course 2 entre Turku et Klaipedia
- 1er de la course 3 entre Klaipeda et Szczecin
- Le TS Royalist a en plus réalisé le meilleur temps corrigé, toutes catégories confondus, sur la course 3. Il était invité exceptionnel pour Les Grandes Voiles du Havre (2017).